# تنبالين

نبالة أمازيغية بالفضة و المينا الزرقاء، تعود للنصف الأول من القرن ال20م لقبائل زيان المتواجدة بالأطلس المتوسط

نبالة الأطلس المتوسط أو تنبالين هي دمالج أطلسية تقليدية مصنوعة من الفضة ترتديها نساء قبائل الأطلس المتوسط بالمغرب، وتختلف من قبيلة إلى أخرى مثل النبالة السوسية، وتنبالين هي جمع كلمة "تنبالت"؛ وهي كلمة أمازيغية الأصل تعني الدملج في حين تنبالين هي الدمالج.